# 29. вечити дерби у фудбалу
29. вечити дерби у фудбалу је фудбалска утакмица одиграна у Београду 1. октобра 1961. године, између Црвене звезде и Партизана. Утакмица се завршила резултатом 0 : 0.